# Eduard Röer
Hans Heinrich Eduard Röer (engelska: Edward Roer), född den 26 oktober 1805 i Braunschweig, död där den 17 mars 1866, var en tysk indolog
Röer studerade först filosofi och medicin i Königsberg och Jena, men ägnade sig efter inträde i Ostindiska kompaniets tjänst (1839) åt studiet av orientaliska språk, företrädesvis sanskrit, och ställdes i spetsen för skolväsendets ordnande i Bengalen. Som bibliotekarie (1841) och sekreterare (1847) vid Asiatiska sällskapet i Bengalen i Calcutta började han 1846 utgivandet av det stora, viktiga samlingsverket "Bibliotheca indica" och publicerade där flera indiska filosofiska arbeten i original och översättning, liksom han över huvud var en av de första, som gjorde den indiska filosofins betydelse känd i Europa. Hans allra viktigaste publikation är de i Bibliotheca indica offentliggjorda och översatta upanishaderna, nämligen The Brihad Aranyaka Upanishad, The Chhandogya Upanishad, The Taittiriya and Aitareya Upanishads, The Isa, Kena, Katha, Prasna, Munda, Mandukya Upanishads. År 1861 återvände han till sin hemstad. 
Andra arbeten av Röer är Division of the categories of the Nyaya philosophy with a commentary by Viswandtha Panchánana (1850); The Sáhitya-Darpana or mirror of composition a treatise on literary criticism; by Viswandtha Kavirája (1851; med engelsk översättning av James Robert Ballantyne); The Uttara Naishadha Charita, by Sri Harsha, with the commentary of Náráyana (1855); The Sanhitá of the Black Yajur Veda, with the commentary of Mádhava Achárya I (1860; tillsammans med Edward Byles Cowell); deltog i utgivandet av Vedantafilosofins huvudverk, The aphorisms of the Vedanta, by Bádaráyana, with the commentary on Sankara Achárya and the gloss of Govinda Ananda (1854–1863) och Hindu law and judicature from the Dharmashastra of Yájnavalkya in english with explanatory notes and introduction (tillsammans med W.A. Montriou, 1859). Av hans övriga arbeten bör nämnas Über das speculative Denken in seiner Fortbewegung zur Idée (1837), Vedantasudra, or Essence of the Vedanta, an introduction into the Vedanta philosophy (1845) samt några avhandlingar om Spinozas och Herbarts system. Efter hans död offentliggjordes en större avhandling (i Zeitschrift der deutschen morgenländischen Gesellschaft, band 21, 22): Die Lehrsprüche der Vaiceshikaphilosophie von Kanada.